# Marcgraviastrum vogelii
Marcgraviastrum vogelii är en tvåhjärtbladig växtart som beskrevs av De Roon och Bedell. Marcgraviastrum vogelii ingår i släktet Marcgraviastrum och familjen Marcgraviaceae. Inga underarter finns listade i Catalogue of Life.